# Omer Bartov

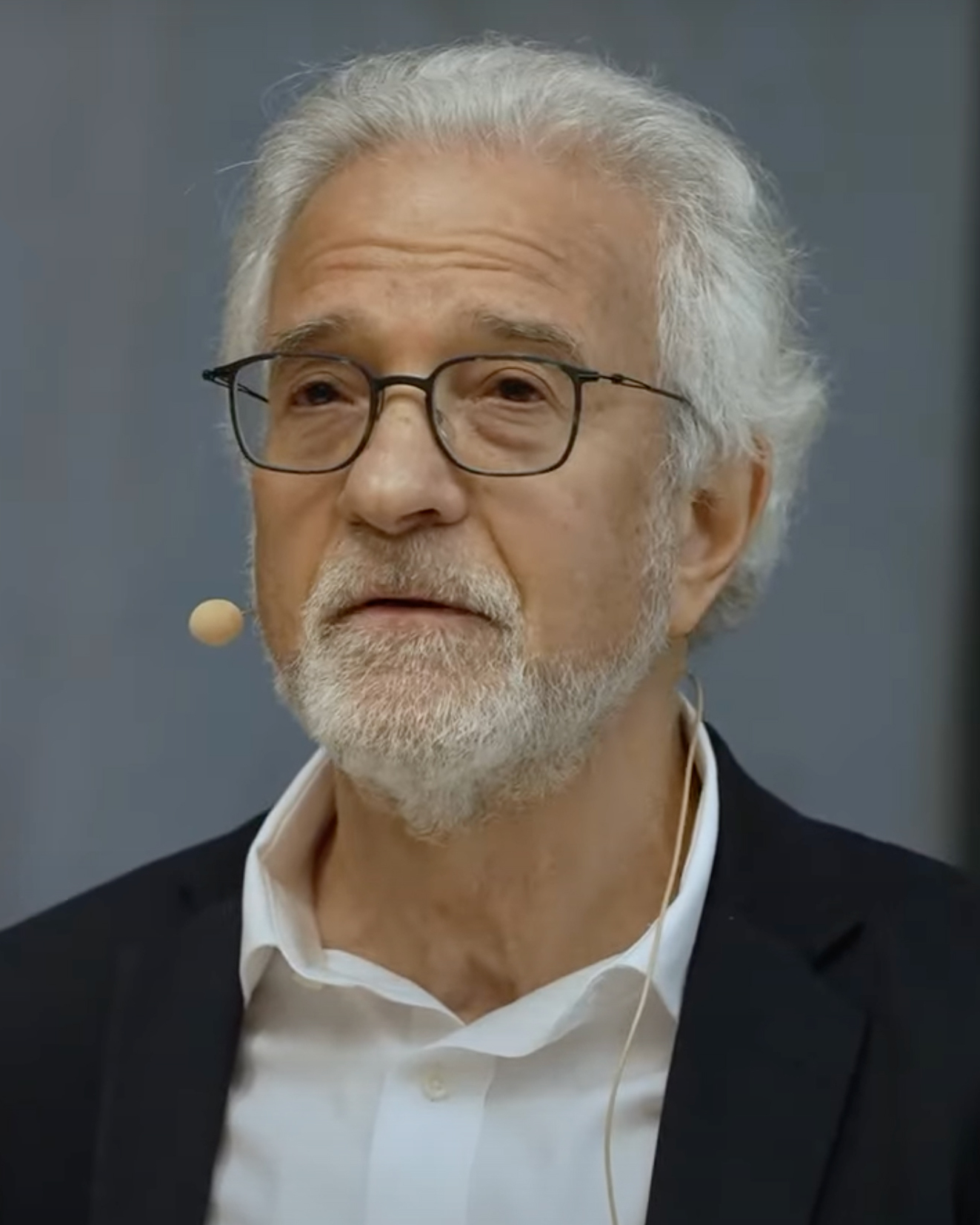
Omer Bartov in 2022.

Omer Bartov (Hebreeuws: עֹמֶר בַּרְטוֹב) (Israël, 17 april 1954) is een Israëlisch-Amerikaanse historicus. Zijn ouders zijn van Pools-Oekraïense origine. 
Sedert 2000 doceert hij, nu als “Dean's Professor”, Holocaust and Genocide Studies aan de Brown-universiteit. Bartov is een historicus van de Holocaust en wordt beschouwd als een toonaangevende autoriteit op het gebied van genocide.
In 2023, en opnieuw in 2025, deed hij opmerkelijke uitspraken over een mogelijke genocide in Gaza.